# William Francis Magie
William Francis »Billy« Magie [víljem frénsis bíli mêdži], ameriški fizik, * 14. december 1858, Elizabeth, New Jersey, ZDA, † 6. junij 1943, Princeton, New Jersey, ZDA.
Magie je bil eden od ustanoviteljev Ameriškega fizikalnega društva leta 1899. Med letoma 1910 in 1912 je bil njegov predsednik. Bil je prvi profesor fizike na Univerzi Princeton, kjer je diplomiral z odliko leta 1879 in kjer je dve desetletji opravljal funkcijo dekana fakultete.
Njegovi članki o kontaktnem kotu tekočin in trdnin ter o specifični toploti raztopin so bili opazni, prav tako njegovo besedilo Fizikalna načela (Principles of Physics). Za njegovo pionirsko delo s filadelfijskimi znanstveniki so ga leta 1896 izvolili za člana Ameriškega filozofskega društva.

## Življenje

### Mladost in izobraževanje
Bil je sin Williama Jaya Magieja, odvetnika, vrhovnega sodnika na Vrhovnem sodišču New Jerseyja in nekdanjega kanclerja zvezne države New Jersey. Od devetega leta je obiskoval dnevno šolo Johna Francisa Pingryja v Elisabethu. Pred 15-im letom je zaključil zahteve za kolidž in je eno leto delal v očetovi odvetniški pisarni. Potem se je še eno leto pripravljal za univerzo. Na Univerzi Princeton je bil urednik študentskega časopisa The Daily Princetonian, tako kot njegova soštudenta, bodoči predsednik ZDA Woodrow Wilson in matematik Henry Burchard Fine. Njegov sodiplomant je bil poslovnež Cyrus Hall McCormick mlajši (1859–1936).
Po diplomi je bil Magie leta 1880 raziskovalni asistent Cyrusa Fogga Bracketta, Henryjevega profesorja fizike na Univerzi Princeton. Ker se je odločil za poklic fizika, je odšel v Nemčijo na izpopolnjevanje kjer je bil na tedanji Univerzi Friderika Viljema v Berlinu doktorski študent Hermanna von Helmholtza, poslušal pa je tudi predavanja Gustava Roberta Kirchhoffa. Njegova disertacija O kapilarnostnih konstantah (Ueber Capillaritäts-constanten) je obravnavala eksperimentalno raziskovanje teorije kapilarnosti in površinske napetosti.

### Kariera
Leta 1896 je z dvema zdravnikoma sodeloval pri objavi prvega prispevka v ZDA o možni uporabi novoodkritih rentgenskih žarkov Wilhelma Conrada Röntgena v kirurgiji. Kasneje je objavljal občasne članke o značilnostih raztopin. Leta 1911 je objavil Fizikalna načela (Principles of Physics), zelo cenjeno delo o nastanku in vsebini fizikalnih teorij.
Po vrnitvi na Univerzo Princeton je postal inštuktor za fiziko pod predsedništvom univerze Jamesa McCosha (predsednik univerze 1868–1888), leta 1890 pa je postal redni profesor. Brackett je leta 1889 ustanovil podiplomsko šolo za elektrotehniko na Univerzi Princeton in tam posvetil veliko svojega časa. Čeprav je Brackett ostal predstojnik Oddelka za fiziko, je Magie postajal vse bolj odgovoren za dejansko vodenje oddelka. Po Brackettovi upokojitvi leta 1908 ga je Magie nasledil kot predstojnik oddelka, nekaj časa kasneje pa je postal Henryjev profesor fizike.
Leta 1894 se je poročil z Mary Blanchard Hodge, hčerjo princetonskega profesorja teološkega seminarja. Nista imela otrok.
Magie in Brackett sta tesno sodelovala s Fineom pri ustanovitvi močnega oddelka za fiziko kot del prizadevanj predsednika Wilsona (predsednik univerze 1902–1910) kot dekana fakultete za okrepitev vseh oddelkov za znanost. Ko je leta 1912 John Grier Hibben postal predsednik univerze (predsednik univerze 1912–1932), je Magie sprejel imenovanje za dekana fakultete in zamenjal Finea. To dolžnost je opravljal do leta 1925. Vse do upokojitve leta 1929 kot profesor emeritus je bil predstojnik Oddelka za fiziko. Na slovesnosti ob podelitvi diplom mu je tisto leto Hibben podelil častni doktorat znanosti.
Kot predstojnik Oddelka in dekan je bil Magie znan po svoji mirnosti, potrpežljivosti in pravičnosti. Njegov učenec in poznejši kolega Allen Shenstone je dejal, da je bil prisrčen odnos, ki se je vedno vzdrževal s sporazumi in nesoglasji, posledica trajnega vpliva Magiejeve osebnosti, človeka s trdnim značajem, a nežnimi manirami.

## Osebni pogledi
Magie je bil predsednik Moške protisufražetske lige New Jerseyja. V tej vlogi je trdil, da bi volilna pravica žensk uničila družinsko strukturo, uničila spolne vloge in »spodkopala civilizacijo.«